# Cycle solaire 15
Le cycle solaire 15 est le quinzième cycle solaire depuis 1755, date du début du suivi intensif de l'activité et des taches solaires. Il a commencé en 1913 et s'est achevé en 1923.